# Servance-Miellin
Servance-Miellin es una comuna nueva francesa situada en el departamento de Alto Saona, de la región de Borgoña-Franco Condado.

## Historia
Fue creada el 1 de enero de 2017, en aplicación de una resolución del prefecto de Alto Saona de 26 de septiembre de 2016 con la unión de las comunas de Miellin y Servance, pasando a estar el ayuntamiento en la antigua comuna de Servance.

## Demografía
| Gráfica de evolución demográfica de Servance-Miellin entre 1800 y 2013 |
|                                                                        |

Los datos entre 1800 y 2013 son el resultado de sumar los parciales de las dos comunas que forman la nueva comuna de Servance-Miellin, cuyos datos se han cogido de 1800 a 1999, para las comunas de Miellin y Servance de la página francesa EHESS/Cassini. Los demás datos se han cogido de la página del INSEE.

## Composición
| Comuna delegada | Código INSEE | Población (2013) | Superficie (km²) | Densidad (hab./km²) |
| --------------- | ------------ | ---------------- | ---------------- | ------------------- |
| Miellin         | 70345        | 74               | 13.36            | 5                   |
| Servance        | 70489        | 793              | 39.24            | 20                  |